# Carbondale (Illinois)
Carbondale és una població dels Estats Units a l'estat d'Illinois. Segons el cens del tenia 26.231 habitants.

## Demografia
Segons el cens del 2000, Carbondale tenia 20.681 habitants, 9.981 habitatges, i 3.493 famílies. La densitat de població era de 671,6 habitants/km².
Dels 9.981 habitatges en un 17% hi vivien nens de menys de 18 anys, en un 22,1% hi vivien parelles casades, en un 10,1% dones solteres, i en un 65% no eren unitats familiars. En el 43,5% dels habitatges hi vivien persones soles el 6,9% de les quals corresponia a persones de 65 anys o més que vivien soles. El nombre mitjà de persones vivint en cada habitatge era d'1,99 i el nombre mitjà de persones que vivien en cada família era de 2,78.
Per edats la població es repartia de la següent manera: un 15,8% tenia menys de 18 anys, un 35,4% entre 18 i 24, un 27,1% entre 25 i 44, un 12,5% de 45 a 60 i un 9,3% 65 anys o més.
L'edat mediana era de 25 anys. Per cada 100 dones de 18 o més anys hi havia 105,6 homes.
La renda mediana per habitatge era de 15.882 $ i la renda mediana per família de 34.601 $. Els homes tenien una renda mediana de 30.217 $ mentre que les dones 24.114 $. La renda per capita de la població era de 13.346 $. Aproximadament el 23,5% de les famílies i el 41,4% de la població estaven per davall del llindar de pobresa.

## Poblacions més properes
El següent diagrama mostra les poblacions més properes.